# Base Aérea de Alcantarilla

Bases Aéreas del Ejército del Aire y del Espacio de España.

La Base Aérea de Alcantarilla (código OACI: LERI), antiguamente denominada Aeródromo Militar de Alcantarilla, es una base aérea del Ejército del Aire y del Espacio de España situada en terrenos de la pedanía murciana de Sangonera la Seca, sin embargo, recibe el nombre de Alcantarilla al ser ésta la cabecera municipal más próxima.
En su interior se encuentran:
- la Escuela Militar de Paracaidismo "Méndez Parada" (EMP).[2] En homenaje al capitán José Méndez Parada.
- el Escuadrón de Zapadores Paracaidistas del Ejército del Aire y del Espacio (EZAPAC): unidad de elite del Ejército del Aire y del Espacio, responsable de la ejecución de operaciones especiales aéreas, tanto de combate como de apoyo al combate.[3]
- la Patrulla Acrobática de Paracaidismo del Ejército del Aire y del Espacio (PAPEAE).[4]
- el 721 Escuadrón del Ejército del Aire y del Espacio: formado por aviones CASA C-212 Aviocar y que se dedica a misiones de entrenamiento y transporte de corto alcance, como complemento a la escuela de paracaidismo, al EZAPAC y a la PAPEA, y también como apoyo a la Armada, al Ejército de Tierra y a la Guardia Civil en sus planes de instrucción y en la realización de sus ejercicios.[5]